# Miroiterie
Autrefois, une miroiterie désignait soit le commerce des miroirs, soit l'usine où l'on fabriquait les miroirs. Le terme désigne aussi l'atelier, le magasin du miroitier.
Aujourd'hui, le terme de miroiterie désigne l'activité de fabrication, de commerce et de mise en œuvre de tous produits verriers pour bâtiment, verres feuilletés, verres trempés, vitrages isolants, miroirs, mais aussi du verre de protection, par exemple. De plus, le miroitier sera plus fortement sollicité pour la réalisation d'ouvrage dont il a la seule maîtrise, comme la réalisation de planchers et d'escaliers en verre, de façades vitrées techniques et d'ouvrages vitrés pour l'agencement intérieur.
Ainsi, le miroitier est un professionnel spécialiste du verre à destination du bâtiment en général. Son activité se distingue de celui du verrier ou du souffleur de verre qui travaillent le verre de façon artisanale, pour du flaconnage, de la vaisselle ou des objets d'art, par exemple.
Plus anciennement, une miroiterie est le lieu de la fabrication des glaces, les miroirs n'étant qu'une glace de petites dimensions. La miroiterie s'occupe de la transformation des plaques de verre anciennement appelée « verre à glace », en glaces. Celle-ci se faisait par la mise au tain, ou étamage des glaces. Cet art ancien, d'abord pratiqué par les Vénitiens est ensuite acquis par les Français, dans des réalisations remarquables comme la galerie des Glaces du château de Versailles. 
Début XIXe siècle, le vitrier qui travaille des verres simple se distingue du miroitier qui lui met en œuvre des verres qui ont été traités : miroirs, verres armés, verres feuilletés. Le métier de la « miroiterie » ainsi que le terme lui-même, tend alors à éclipser celui de « vitrerie ».

## Histoire
Les miroirs sont obtenus dès la première antiquité par polissage d'un métal (alliages divers de cuivre et de zinc, argent, or). Il semble que très tôt on les obtint aussi par juxtaposition d'une feuille de métal à une feuille de verre, comme nous le faisons encore aujourd'hui. 
L'histoire de la miroiterie est directement liée à celle de la verrerie.

### DuXIIIesiècleà la fin duXVesiècle

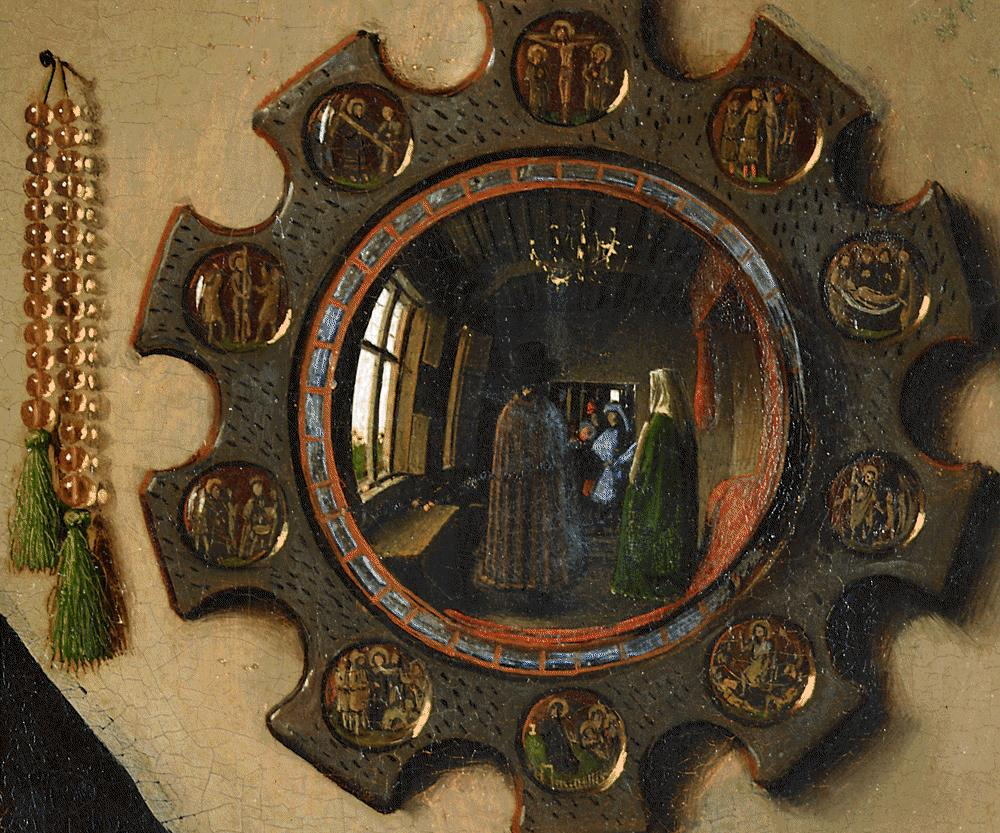
Détail du tableau de Jan van Eyck, Les Époux Arnolfini, 1434.

La technique du verre évolue sensiblement entre le XIIe siècle et la fin du XVe siècle. Auparavant, en effet, le verre représentait un produit de luxe, réservé surtout aux vitraux des cathédrales, et même les fenêtres des demeures des rois n'étaient pas vitrées. Le dernier tiers du XVe siècle est marqué par une hausse sensible en demande de vitrage civil : le verre plat comme le verre creux se démocratisent alors. 
Il ne faut toutefois pas attendre cette période pour que se perfectionne la technique du miroir. Au XIIIe siècle, on a l'idée de fixer des feuilles d'étain derrière des plaques de verre, et l'on obtient ainsi une réflexion des objets plus claire que celle donnée par le métal poli. Plus tard, on recourt à l'amalgame du mercure et d'étain. Les miroirs restent généralement de petites dimensions, ne dépassant que rarement le diamètre d'une assiette. 

### De la fin duXVesiècleà la fin duXVIIIesiècle

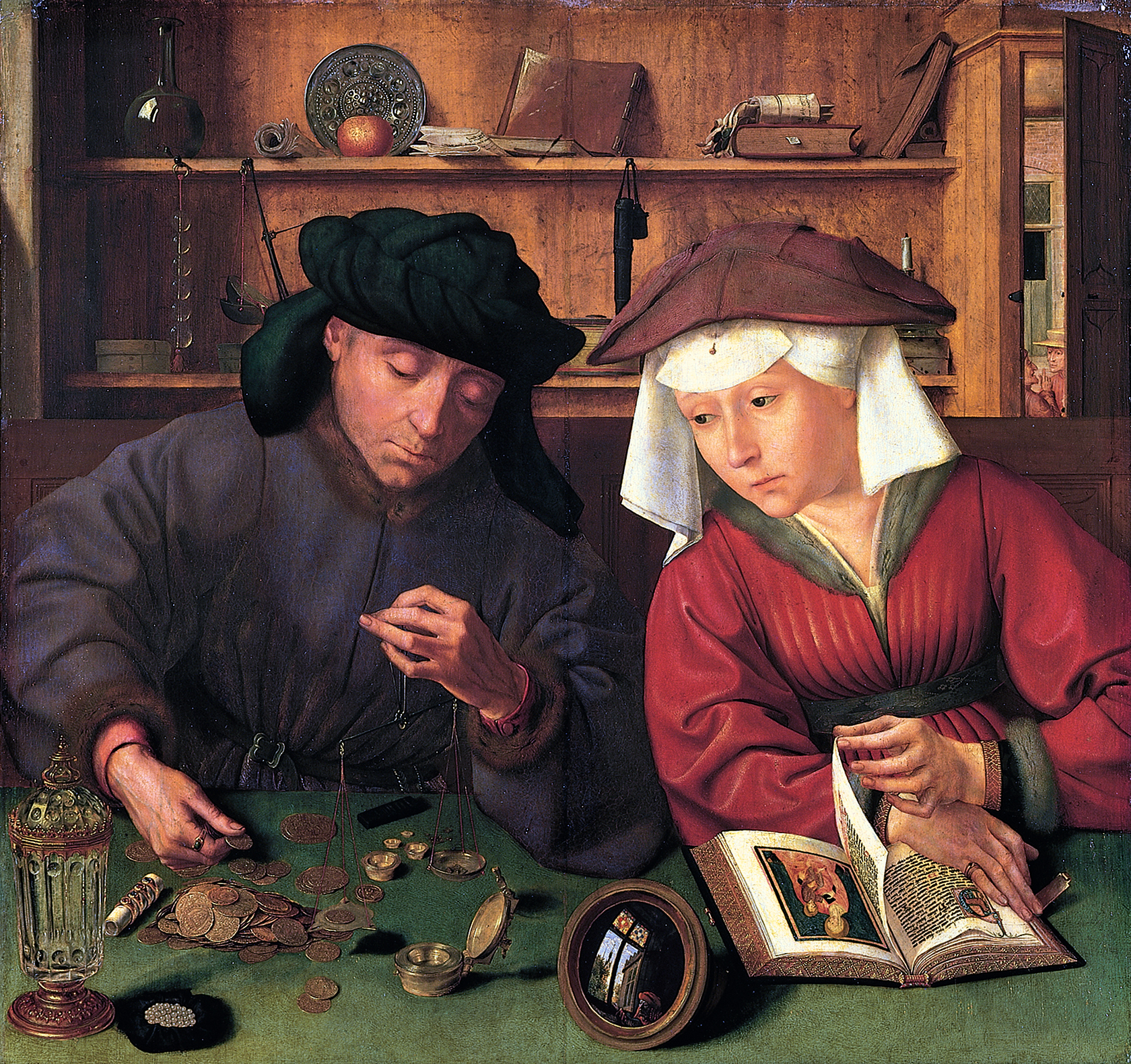
Tableau de Quentin Metsys datant de 1514 représentant un couple de banquiers. Au premier plan sur la table, parmi différents objets, un petit miroir.

Une première industrie se développe à Venise et à Monza en Italie, qui fournit toute l'Europe. Les verres sont soufflés et dépassent rarement 1,40 m. 
La situation évolue sensiblement en France durant la seconde moitié du XVIIe siècle, en 1665 exactement, quand le ministre Colbert inaugure cette nouvelle industrie en France, à Tourlaville près de Cherbourg (à La Glacerie). La Manufacture royale de glaces de miroirs vise à concurrencer directement l'industrie verrière de la république de Venise.
En 1688 le maître-verrier Louis Lucas de Nehou fait la découverte du coulage des glaces, technique qui sonne le glas du verre soufflé. C'est dans le faubourg Saint-Antoine à Paris qu'est établie la première fabrique de glaces coulées. Celle-ci ne tarde pas (à cause de la cherté du bois, dont il faut une grande quantité) à se transporter à Saint-Gobain, laissant seulement à Paris le travail du dégrossi, du polissage et de la mise au tain. Les glaces sont polies mécaniquement.

### XIXesiècle
En 1856, le chimiste allemand Justus von Liebig invente le miroir argenté. Il remplace l’étain et le mercure (mélange qui se révèle alors toxique) par une fine couche d’argent métallique. Ce dispositif permet de produire des miroirs en masse et donc (du fait de la réduction des coûts), l’acquisition à un plus grand nombre de personnes.

#### Technique de fabrication
Au XIXe siècle, l'étamage des glaces se fait de la manière suivante :
- on prend une feuille d'étain de la même dimension que la glace, afin d'éviter les lignes de raccordement qui produisent sur la glace étamée des raies très difficiles à faire disparaître ;
- on applique cette feuille sur une table de marbre ou de liais bien dressée, encadrée de bois et entourée de rigoles. Mobile, cette table peut recevoir diverses inclinaisons. On la met d'abord en position horizontale et l'on y étend la feuille d'étain en l'aplanissant avec une patte de lapin ou avec un rouleau de drap ;
- on imbibe ensuite de mercure toute la surface avec la même patte ;
- on la recouvre d'une couche de mercure de 4 à 5 millimètres d'épaisseur ;
- cela fait, la glace est apportée vers l'extrémité de la table et on la coule sur la feuille d'étain, de manière que le bord de la glace pousse devant lui le mercure en excès et le chasse dans les rigoles creusées à cet effet autour de la table. Ce déplacement refoule une grande partie du mercure sans qu'il reste de bulles d'air entre la glace et la lame d'étain. Les impuretés pouvant se trouver à la surface du mercure sont ainsi expulsées ;
- on recouvre alors la glace d'une pièce de flanelle et on la charge de blocs de plâtre distribués uniformément sur sa surface ; puis on incline la table pour faciliter l'écoulement du mercure exprimé par la pression ;
- la glace est ensuite laissée ainsi pendant 15 à 20 jours (pour les glaces de dimensions moyennes), voire un mois (pour les plus grandes) ;
puis elle est enlevée. L'amalgame qui reste adhérent à la glace est composé d'environ quatre parts d'étain pour une part de mercure[5].

La technique de l'étamage inspire la fabrication d'objets d'art en verre, au travers de la technique du verre mercuré qui tire son nom de la solution de mercure utilisée pour « argenter » du verre soufflé.

## Fabrication aujourd’hui
L'invention du miroir argenté en verre en 1856 est mise au crédit de Justus von Liebig (mais il prendrait les bases du Maître Français François Piveau[réf. nécessaire]). L'amalgame d'étain-mercure étant toxique, il le remplaça par le dépôt d'une fine couche d'argent métallique sur le verre grâce à la réduction chimique du nitrate d'argent. Ce processus d'argenture permit la fabrication en masse des miroirs et rendit leurs prix abordables.
Aujourd'hui, les miroirs sont souvent produits par dépôt sous vide d'aluminium (ou d'argent).